# 1630
| [ Edytuj tabelę ]              | |
| Król Polski                    | - 1587 Zygmunt III Waza 1632 |
| Współksiążęta Andory           | - 1627 Antonio Pérez 1633 - 1610 Ludwik XIII 1643                                                                                      |
| Król Anglii i Szkocji          | - 1625 Karol I 1649 |
| Elektor Bawarii                | - 1623 Maksymilian I Bawarski 1651 |
| Elektor Brandenburgii          | - 1619 Jerzy Wilhelm 1640 |
| Sułtan Brunei                  | - 1619 Abdul Jailul Akhbar 1649 - 1625 Muhammad Ali 1660                                                                               |
| Cesarz Chin                    | - 1627 Chongzhen 1644 |
| Król Czech                     | - 1620 Ferdynand II Habsburg 1637 |
| Król Danii                     | - 1588 Chrystian IV 1648 |
| Dalajlama                      | - 1617 Lobsang Gjaco 1682 |
| Cesarz Etiopii                 | - 1606 Susnyjos I 1632 |
| Król Francji                   | - 1610 Ludwik XIII 1643 |
| Król Gruzji                    | - 1614 Tejmuraz I 1632 |
| Król Hiszpanii                 | - 1621 Filip IV 1665 |
| Landgraf Hesji-Kassel          | - 1627 Wilhelm V Stały 1637 |
| Stadhouder Holandii            | - 1625 Fryderyk Henryk Orański 1647 |
| Szach Iranu                    | - 1629 Safi I 1642 |
| Państwo Wielkich Mogołów       | - 1627 Szahdżahan 1658 |
| Król Irlandii                  | - 1625 Karol I Stuart 1649 |
| Cesarz Japonii                 | - 1629 Meishō 1643 |
| Kalif                          | - 1623 Murad IV 1640 |
| Patriarcha Konstantynopola     | - 1623 Cyryl Lukaris 1633 |
| Władca Korei                   | - 1623 Injo 1649 |
| Książę Kurlandii i Semigalii   | - 1587 Fryderyk Kettler 1642 |
| Książę Liechtensteinu          | - 1627 Karol Euzebiusz 1684 |
| Książę Monako                  | - 1612 Honoriusz II 1662 |
| Król Nawarry                   | - 1610 Ludwik XIII 1643 |
| Król Norwegii                  | - 1588 Chrystian IV 1648 |
| Sułtan Omanu                   | - 1624 Nasir ibn Murszid 1649 |
| Elektor Palatynatu             | - 1623 Maksymilian I Bawarski 1648 |
| Papież                         | - 1623 Urban VIII 1644 |
| Książę Parmy i Piacenzy        | - 1622 Edward I 1646 |
| Król Portugalii                | - 1621 Filip III 1640 |
| Książę w Prusach               | - 1620 Jerzy Wilhelm 1640 |
| Car Rosji                      | - 1613 Michał I 1645 |
| Cesarz Rzymski (niemiecki)     | - 1619 Ferdynand II Habsburg 1637 |
| Kapitanowie Regenci San Marino | - 1629 Orazio Belluzzi Federico Gozi 1630 - 1630 Livio Pellicieri Pier Marino Ricci 1630 - 1630 Belluzzo Belluzzi Rinaldo Ranieri 1631 |
| Elektor Saksonii               | - 1611 Jan Jerzy I Wettyn 1656 |
| Król Szwecji                   | - 1611 Gustaw II Adolf 1632 |
| Król Tajlandii                 | - 1630 Prasat Thong 1655 |
| Sułtan Turków                  | - 1623 Murad IV 1640 |
| Doża Wenecji                   | - 1624 Giovanni Cornaro 1630 - 1630 Nicolò Contarini 1631                                                                              |
| Król Węgier                    | - 1619 Ferdynand III 1637 |
| Książęta Wirtembergii          | - 1628 Eberhard III 1674 |

Rok 1630 / MDCXXX
stulecia: XVI wiek ~
XVII wiek ~
XVIII wiek

lata: 1620 «
1625 «
1626 «
1627 «
1628 «
1629 «
1630
» 1631
» 1632
» 1633
» 1634
» 1635
» 1640

## Wydarzenia w Polsce
- Marzec – wybuch powstania kozackiego, któremu przewodził Taras Fedorowicz.
- 8 czerwca – hetman Koniecpolski zawarł z Kozakami ugodę perejasławską.

## Wydarzenia na świecie
- 13 lutego – siedmiotysięczna ekspedycja holenderska wysłana przeciw Hiszpanii i Portugalii wylądowała w Pernambuco (udział Krzysztofa Arciszewskiego).
- 4 maja – wojna persko-turecka: zwycięstwo wojsk tureckich w bitwie pod Mahidasztem.
- 6 lipca – wojska szwedzkie pod dowództwem Gustawa II Adolfa wylądowały na Pomorzu i przyłączyły się do wojny trzydziestoletniej po stronie protestantów.
- 17 września – założono Boston w Stanach Zjednoczonych.
- 11 listopada – król Francji Ludwik XIII oddał władzę i pełnię zaufania swemu pierwszemu ministrowi kardynałowi Armandowi Jeanowi Richelieu; dzień ten w historii znany jest jako „dzień zawiedzionych”.
- Zdobycie Szczecina przez Szwedów
- Hiszpańscy jezuici uzyskali od papieża Urbana VIII wyłączność na organizowanie misji chrystianizacyjnych w Maroku.

## Urodzili się
- 29 maja – Karol II Stuart, król Anglii i Szkocji (zm. 1685)
- 20 sierpnia – Maria van Oosterwijk, holenderska malarka martwych natur (zm. 1693)
- 5 grudnia - Zofia Augusta Holstein-Gottorp, księżna Anhalt-Zerbst (zm. 1680)

- data dzienna nieznana: 
  - Feliks Kazimierz Potocki, hetman wielki koronny i kasztelan krakowski (zm. 1702)

## Zmarli
- 26 stycznia – Henry Briggs, angielski matematyk i astronom (ur. 1561)
- 26 lipca – Karol Emanuel I Wielki, książę Sabaudii (ur. 1562)
- 20 września – Claudio Saracini, włoski kompozytor i śpiewak (ur. 1586)
- 15 listopada – Johannes Kepler, niemiecki matematyk, fizyk i astronom (ur. 1571)

- data dzienna nieznana: 
  - Esaias van de Velde, holenderski malarz (ur. 1587)

## Święta ruchome
- Tłusty czwartek: 7 lutego
- Ostatki: 12 lutego
- Popielec: 13 lutego
- Niedziela Palmowa: 24 marca
- Wielki Czwartek: 28 marca
- Wielki Piątek: 29 marca
- Wielka Sobota: 30 marca
- Wielkanoc: 31 marca
- Poniedziałek Wielkanocny: 1 kwietnia
- Wniebowstąpienie Pańskie: 9 maja
- Zesłanie Ducha Świętego: 19 maja
- Boże Ciało: 30 maja